# Alfred Flatow
Alfred Flatow (Gdańsk, Prússia 1869 - Theresienstadt, Alemanya nazi 1942) fou un gimnasta artístic alemany, guanyador de quatre medalles olímpiques, i que morí durant l'Holocaust de la Segona Guerra Mundial.

## Biografia
Va néixer el 3 d'octubre de 1869 a la ciutat de Gdańsk, població que en aquells moments formava part de Prússia i que actualment forma part de Polònia, en una família de religió jueva. Fou cosí del també gimnasta i medallista olímpic Gustav Flatow.
Va morir el 28 de desembre de 1942 al camp de concentració de Theresienstadt, situat prop de la ciutat de Terezín, que en aquells moments formava part de l'Alemanya nazi i que avui dia forma part de la República Txeca.

## Carrera esportiva
Va participar, als 26 anys, en els Jocs Olímpics d'Estiu de 1896 realitzats a Atenes (Grècia) en representació de l'Imperi Alemany, on aconseguí guanyar quatre medalles olímpiques: la medalla d'or en les proves de barres paral·leles, barres paral·leles per equips i barra fixa per equips, així com la medalla de plata en la prova de barra fixa individual, quedant per darrere del seu company Hermann Weingärtner. Així mateix també va participar en les proves de cavall amb arcs, anelles i salt sobre cavall, si bé no va obtenir medalla.

## Repressió
Professor de gimnàstica des de 1890, el 1933 amb l'ascens del Partit Nacional Socialista dels Treballadors Alemanys (NSDAP) al poder i la proclamació del Tercer Reich fou forçat a abandonar la seva carrera com a gimnasta pel seu origen jueu, motiu pel qual en la celebració dels Jocs Olímpics d'estiu de 1936 realitzats a Berlín (Alemanya nazi) no fou honorat pel govern alemany.
El 1938 s'instal·là als Països Baixos, on residia el seu cosí Gustav Flatow, si bé amb l'ocupació dels Països Baixos foren empresonats i deportats el 3 d'octubre de 1942 al camp de concentració de Theresienstadt, malgrat l'oposició del gimnasta i general Christian Busch. Flatow morí de fam en aquest camp de concentració el 28 de desembre d'aquell any.
El 1981 fou inclòs a l'International Jewish Sports Hall of Fame. Des de 1987 la Federació Alemanya de Gimnàstica atorga la Medalla Flatow al millor gimnasta alemany en concurs individual de l'any.